# Вивервил (Северна Каролина)
Вивервил (енгл. Weaverville) град је у америчкој савезној држави Северна Каролина.

## Демографија
По попису из 2010. године број становника је 3.120, што је 704 (29,1%) становника више него 2000. године.
| Група             | 2000.         | 2010.         |
| Белци             | 2.318 (95,9%) | 2.933 (94,0%) |
| Афроамериканци    | 31 (1,3%)     | 27 (0,9%)     |
| Азијати           | 12 (0,5%)     | 11 (0,4%)     |
| Хиспаноамериканци | 28 (1,2%)     | 65 (2,1%)     |
| Укупно            | 2.416         | 3.120         |